# Fed Cup 2011 – baráž 2. skupiny Americké zóny
Baráž 2. skupiny Americké zóny ve Fed Cupu 2011 představovala pět vzájemných utkání mezi týmy, které obsadily stejné pořadí v bloku A a B. Vítězové dvou zápasů družstev z prvních dvou příček bloků (první se utkal s druhým) postoupili do 1. skupiny Americké zóny pro rok 2012. Družstva, která se umístila na třetím, čtvrtém a pátém místě obou bloků spolu sehrála zápas o konečné umístění ve skupině.
Hrálo se 21. května 2011 v areálu Centro Nacional de Tenis hlavního dominikánského města Santo Domingo, venku na tvrdém povrchu. 

## Pořadí týmů
| Poř. | Blok A                 | Blok B    |
| ---- | ---------------------- | --------- |
| 1.   | Guatemala              | Venezuela |
| 2.   | Uruguay                | Bahamy    |
| 3.   | Portoriko              | Ekvádor   |
| 4.   | Dominikánská republika | Kostarika |
| 5.   | Trinidad a Tobago      | Panama    |

## Zápasy o postup
Vítězný tým bloku A sehrál zápas s druhým v pořadí z bloku B (a naopak) o postup do 1. skupiny Americké zóny pro rok 2012.

### Guatemala vs. Bahamy
| | Guatemala | 0 :                                                                               | 2   | Bahamy |    |            |
| --- | --------- | --------------------------------------------------------------------------------- | --- | ------ | -- | ---------- |
| Centro Nacional de Tenis, Santo Domingo, Dominikánská republika 21. května 2011 tvrdý (venku) |           |                                                                                   |     |        |    |            |
| \| \| \| \| 1. \| 2. \| 3. \| \| \| -- \| \| --------------------------------------------------------------------------------- \| --- \| --- \| -- \| ---------- \| \| 1. \| \| Daniela Schippersová Simone Prattová \| 0 6 \| 3 6 \| \| \| \| 2. \| \| Kirsten-Andrea Weedonová Kerrie Cartwrightová \| 4 6 \| 4 6 \| \| \| \| 3. \| \| Daniela Schippersová / Paulina Schippers Nikkita Fountainová / Larikah Russellová \| \| \| \| nehrálo se \| \| \| \| \| \| \| \| \| \| \| \| \| \| \| \| \| \| \| \| \| \| \| \| \| \| \| \| \| \| \| \| \| \| \| \| \| \| \| \| \| |           |                                                                                   |     |        |    |            |
| |           |                                                                                   | 1.  | 2.     | 3. |            |
| 1. |           | Daniela Schippersová Simone Prattová                                              | 0 6 | 3 6    |    |            |
| 2. |           | Kirsten-Andrea Weedonová Kerrie Cartwrightová                                     | 4 6 | 4 6    |    |            |
| 3. |           | Daniela Schippersová / Paulina Schippers Nikkita Fountainová / Larikah Russellová |     |        |    | nehrálo se |
| |           |                                                                                   |     |        |    |            |
| |           |                                                                                   |     |        |    |            |
| |           |                                                                                   |     |        |    |            |
| |           |                                                                                   |     |        |    |            |
| |           |                                                                                   |     |        |    |            |

### Uruguay vs. Venezuela
| | Uruguay | 0 :                                                                                    | 2   | Venezuela |    |            |
| --- | ------- | -------------------------------------------------------------------------------------- | --- | --------- | -- | ---------- |
| Centro Nacional de Tenis, Santo Domingo, Dominikánská republika 21. května 2011 tvrdý (venku) |         |                                                                                        |     |           |    |            |
| \| \| \| \| 1. \| 2. \| 3. \| \| \| -- \| \| -------------------------------------------------------------------------------------- \| --- \| --- \| -- \| ---------- \| \| 1. \| \| Leticia Demichelliová Adriana Pérezová \| 3 6 \| 0 6 \| \| \| \| 2. \| \| Carolina de los Santosová Andrea Gámizová \| 2 6 \| 4 6 \| \| \| \| 3. \| \| Carolina de los Santosová / Virginia Sadi Mariana Muciová-Torresová / Adriana Pérezová \| \| \| \| nehrálo se \| \| \| \| \| \| \| \| \| \| \| \| \| \| \| \| \| \| \| \| \| \| \| \| \| \| \| \| \| \| \| \| \| \| \| \| \| \| \| \| \| |         |                                                                                        |     |           |    |            |
| |         |                                                                                        | 1.  | 2.        | 3. |            |
| 1. |         | Leticia Demichelliová Adriana Pérezová                                                 | 3 6 | 0 6       |    |            |
| 2. |         | Carolina de los Santosová Andrea Gámizová                                              | 2 6 | 4 6       |    |            |
| 3. |         | Carolina de los Santosová / Virginia Sadi Mariana Muciová-Torresová / Adriana Pérezová |     |           |    | nehrálo se |
| |         |                                                                                        |     |           |    |            |
| |         |                                                                                        |     |           |    |            |
| |         |                                                                                        |     |           |    |            |
| |         |                                                                                        |     |           |    |            |
| |         |                                                                                        |     |           |    |            |

## Zápas o 5. místo
Třetí týmy v pořadí z bloků A a B sehrály zápas o konečné 5. a 6. místo.

### Portoriko vs. Ekvádor
| | Portoriko | 1 :                                                                               | 2   | Ekvádor |    |  |
| --- | --------- | --------------------------------------------------------------------------------- | --- | ------- | -- |  |
| Centro Nacional de Tenis, Santo Domingo, Dominikánská republika 21. května 2011 tvrdý (venku) |           |                                                                                   |     |         |    |  |
| \| \| \| \| 1. \| 2. \| 3. \| \| \| -- \| \| --------------------------------------------------------------------------------- \| --- \| --- \| -- \| \| \| 1. \| \| Mónica Matíasová Ana-María Zuletaová \| 3 6 \| 3 6 \| \| \| \| 2. \| \| Ana Sofía Corderová Hilda Zuletaová-Cabreraová \| 7 5 \| 7 5 \| \| \| \| 3. \| \| Ana Sofía Corderová / Mónica Matíasová Alejandra Álvarezová / Ana-María Zuletaová \| 3 6 \| 0 6 \| \| \| \| \| \| \| \| \| \| \| \| \| \| \| \| \| \| \| \| \| \| \| \| \| \| \| \| \| \| \| \| \| \| \| \| \| \| \| \| \| \| \| |           |                                                                                   |     |         |    |  |
| |           |                                                                                   | 1.  | 2.      | 3. |  |
| 1. |           | Mónica Matíasová Ana-María Zuletaová                                              | 3 6 | 3 6     |    |  |
| 2. |           | Ana Sofía Corderová Hilda Zuletaová-Cabreraová                                    | 7 5 | 7 5     |    |  |
| 3. |           | Ana Sofía Corderová / Mónica Matíasová Alejandra Álvarezová / Ana-María Zuletaová | 3 6 | 0 6     |    |  |
| |           |                                                                                   |     |         |    |  |
| |           |                                                                                   |     |         |    |  |
| |           |                                                                                   |     |         |    |  |
| |           |                                                                                   |     |         |    |  |
| |           |                                                                                   |     |         |    |  |

## Zápas o 7. místo
Čtvrté týmy v pořadí z bloků A a B sehrály zápas o konečné 7. a 8. místo.

### Kostarika vs. Dominikánská republika
| | Kostarika | 0 :                                                                        | 3      | Dominikánská republika |     |  |
| --- | --------- | -------------------------------------------------------------------------- | ------ | ---------------------- | --- |  |
| Centro Nacional de Tenis, Santo Domingo, Dominikánská republika 21. května 2011 tvrdý (venku) |           |                                                                            |        |                        |     |  |
| \| \| \| \| 1. \| 2. \| 3. \| \| \| -- \| \| -------------------------------------------------------------------------- \| ------ \| --- \| --- \| \| \| 1. \| \| Camila Quesadová Michelle Marie Valdezová \| 0 6 \| 2 6 \| \| \| \| 2. \| \| Andrea Brenesová Chandra Capozziová \| 69 711 \| 5 7 \| \| \| \| 3. \| \| Andrea Brenesová / Mariella Calderonová Daysi Espinalová / Joelle Schadová \| 4 6 \| 6 4 \| 5 7 \| \| \| \| \| \| \| \| \| \| \| \| \| \| \| \| \| \| \| \| \| \| \| \| \| \| \| \| \| \| \| \| \| \| \| \| \| \| \| \| \| \| |           |                                                                            |        |                        |     |  |
| |           |                                                                            | 1.     | 2.                     | 3.  |  |
| 1. |           | Camila Quesadová Michelle Marie Valdezová                                  | 0 6    | 2 6                    |     |  |
| 2. |           | Andrea Brenesová Chandra Capozziová                                        | 69 711 | 5 7                    |     |  |
| 3. |           | Andrea Brenesová / Mariella Calderonová Daysi Espinalová / Joelle Schadová | 4 6    | 6 4                    | 5 7 |  |
| |           |                                                                            |        |                        |     |  |
| |           |                                                                            |        |                        |     |  |
| |           |                                                                            |        |                        |     |  |
| |           |                                                                            |        |                        |     |  |
| |           |                                                                            |        |                        |     |  |

## Zápas o 9. místo
Páté týmy v pořadí z bloků A a B sehrály zápas o konečné 9. a 10. místo.

### Trinidad a Tobago vs. Panama
| | Trinidad a Tobago | 2 :                                                                                               | 1   | Panama |    |  |
| --- | ----------------- | ------------------------------------------------------------------------------------------------- | --- | ------ | -- |  |
| Centro Nacional de Tenis, Santo Domingo, Dominikánská republika 21. května 2011 tvrdý (venku) |                   |                                                                                                   |     |        |    |  |
| \| \| \| \| 1. \| 2. \| 3. \| \| \| -- \| \| ------------------------------------------------------------------------------------------------- \| --- \| --- \| -- \| \| \| 1. \| \| Trevine Sellierová Gabriela Gonzálezová \| 5 7 \| 2 6 \| \| \| \| 2. \| \| Carlista Mohammedová Rosaline Zafir Chávezová Tellová \| 6 3 \| 6 2 \| \| \| \| 3. \| \| Carlista Mohammedová / Breana Stampfliová Rosaline Zafir Chávezová Tellová / Gabriela Gonzálezová \| 6 2 \| 6 3 \| \| \| \| \| \| \| \| \| \| \| \| \| \| \| \| \| \| \| \| \| \| \| \| \| \| \| \| \| \| \| \| \| \| \| \| \| \| \| \| \| \| \| |                   |                                                                                                   |     |        |    |  |
| |                   |                                                                                                   | 1.  | 2.     | 3. |  |
| 1. |                   | Trevine Sellierová Gabriela Gonzálezová                                                           | 5 7 | 2 6    |    |  |
| 2. |                   | Carlista Mohammedová Rosaline Zafir Chávezová Tellová                                             | 6 3 | 6 2    |    |  |
| 3. |                   | Carlista Mohammedová / Breana Stampfliová Rosaline Zafir Chávezová Tellová / Gabriela Gonzálezová | 6 2 | 6 3    |    |  |
| |                   |                                                                                                   |     |        |    |  |
| |                   |                                                                                                   |     |        |    |  |
| |                   |                                                                                                   |     |        |    |  |
| |                   |                                                                                                   |     |        |    |  |
| |                   |                                                                                                   |     |        |    |  |

## Konečné pořadí
| Pořadí    | Týmy                   |
| Postup    | Bahamy                 |
| Postup    | Venezuela              |
| 3. místo  | Guatemala              |
| 3. místo  | Uruguay                |
| 5. místo  | Ekvádor                |
| 6. místo  | Portoriko              |
| 7. místo  | Dominikánská republika |
| 8. místo  | Kostarika              |
| 9. místo  | Trinidad a Tobago      |
| 10. místo | Panama                 |

- Bahamy a  Venezuela postoupily do 1. skupiny Americké zóny pro rok 2012.